# 1209 Pumma
1209 Pumma este un asteroid din centura principală, descoperit pe 22 aprilie 1927 de Karl Reinmuth.